# فیرفیلد (اجتماع) ویسکانسین
فیرفیلد (به انگلیسی: Fairfield) یک منطقهٔ مسکونی در ایالات متحده آمریکا است که در شهرستان والورس، ویسکانسین واقع شده‌است. فیرفیلد ۲۷۸٫۹ متر بالاتر از سطح دریا واقع شده‌است.